# Ostrovánky
Ostrovánky är en ort i Tjeckien.   Den ligger i regionen Södra Mähren, i den sydöstra delen av landet, 230 km sydost om huvudstaden Prag. Ostrovánky ligger 302 meter över havet och antalet invånare är 203.
Terrängen runt Ostrovánky är platt åt sydväst, men åt nordost är den kuperad. Terrängen runt Ostrovánky sluttar söderut. Runt Ostrovánky är det ganska tätbefolkat, med 230 invånare per kvadratkilometer. Närmaste större samhälle är Kyjov, 4,7 km sydost om Ostrovánky. Trakten runt Ostrovánky består till största delen av jordbruksmark.